# Thomas Milner Gibson

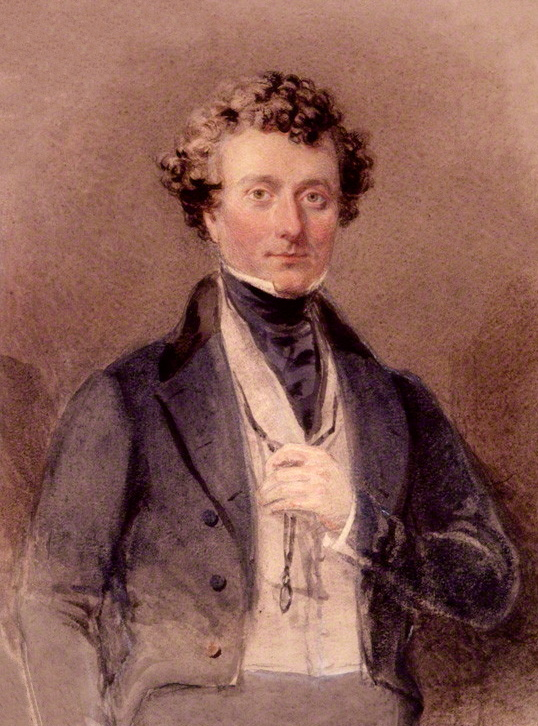
Thomas Milner Gibson, porträtiert von Charles Allen Duval

Thomas Milner Gibson (* 3. September 1806 in Trinidad; † 25. Februar 1884 in Algier) war ein britischer Staatsmann.
Gibson studierte in Cambridge und trat 1837 für Ipswich ins Parlament. Da aber seine Gesinnung mit der konservativen Richtung seines Wahlbezirks nicht übereinstimmte, legte er 1839 sein Mandat nieder, wurde eines der eifrigsten Mitglieder der Anti-Corn Law League und zählte bald zu den populärsten Verteidigern des Freihandels.
Infolgedessen siegte er 1841 bei den Wahlen in Manchester und stritt nun neben Richard Cobden in den vordersten Reihen der Freihändler, bis die Aufhebung der Kornzölle (1846) durchgesetzt wurde.
Unter Premierminister Lord John Russell, der sich die weitere Entwicklung der nunmehr angenommenen handelspolitischen Prinzipien zur Aufgabe stellte, wurde Gibson Vizepräsident des Board of Trade. Da jedoch bald politische Differenzen mit seinen Kollegen hervortraten und in Manchester die Lauheit der Minister in der Durchführung finanzieller Verbesserungen und ihr Widerstand gegen Wahlreformen großes Missfallen erregten, legte Gibson im Mai 1848 sein Amt nieder.
Seitdem war er im Unterhaus einer der Führer der radikalen Partei und wirkte namentlich für die Emanzipation der Juden. Da er aber als Angehöriger der Friedenspartei sich gegen den russischen Krieg erklärt hatte, fiel er 1857 in Manchester durch, wurde jedoch bald darauf für Ashton ins Parlament gewählt, bewirkte durch seinen Antrag auf Verwerfung der von der Regierung vorgelegten Konspirationsbill den Rücktritt des Ministeriums Palmerston (19. Februar 1858) und trat im Juni 1859 in das neue Kabinett Palmerston als Präsident des Handelsamtes.
Gleich Cobden wünschte er die Entwicklung der englischen Handelspolitik auf der Grundlage des Freihandelssystems und war in diesem Sinn für den Handelsvertrag mit Frankreich und ähnliche Verträge mit anderen Staaten tätig. Während des amerikanischen Konflikts riet er mit aller Entschiedenheit zu aufrichtig neutraler Politik.
Die gleiche Stellung im Kabinett behielt Gibson auch in dem Ministerium, das nach Palmerstons Tod 1865 von Russell gebildet wurde, bis 1866 die Staatsleitung an die Tories überging. Bei den Neuwahlen von 1868 wurde er nicht wiedergewählt und zog sich seitdem vom politischen Leben zurück. Er starb am 25. Februar 1884 in Algier.
Dieser Artikel basiert auf einem gemeinfreien Text aus Meyers Konversations-Lexikon, 4. Auflage von 1888 bis 1890.
| Personendaten    | Personendaten                                       |
| ---------------- | --------------------------------------------------- |
| NAME             | Gibson, Thomas Milner                               |
| KURZBESCHREIBUNG | britischer Politiker, Mitglied des House of Commons |
| GEBURTSDATUM     | 3. September 1806                                   |
| GEBURTSORT       | Trinidad                                            |
| STERBEDATUM      | 25. Februar 1884                                    |
| STERBEORT        | Algier                                              |